# Радой Ралин (връх)
Вижте пояснителната страница за други значения на Радой Ралин.
Радой Ралин е връх с височина 720 m в хребета Левски, Тангра планина, остров Ливингстън, Антарктика. Върхът е именуван в чест на българския поет, писател и сатирик Радой Ралин на 11 април 2005 г.

## Описание
Върхът е частично свободен от лед. Разположен е на 2,250 km юг-югозападно от нос Яна, 1,860 km северозападно от връх Шишман, 1,470 km северно от връх Хелмет (Шлем) и 620 m на изток-североизток от връх Интуиция.

## Картографиране
Топографско проучване по време на експедиция Тангра през 2004 – 2005 г. Българско картографиране от 2005 и 2009 г.

## Карти
- Antarctic Digital Database (ADD). Scale 1:250000 topographic map of Antarctica. Scientific Committee on Antarctic Research (SCAR), 1993 – 2012.